# Maurizio Aquino
Maurizio Aquino (Genk, 1 maart 1990) is een voormalig Belgisch voetballer. Hij speelde als aanvaller en kwam van 1996 tot juni 2011 uit voor KRC Genk. Daarna kwam hij uit voor Herk-de-Stad FC. Hij beëindigde zijn carrière bij KFC Oosterzonen.

## Spelerscarrière
Aquino begon z'n carrière in 1996 bij RC Genk. In 2009 werd hij er opgenomen in de A-kern en sindsdien mocht hij opdraven in twee competitiewedstrijden en een wedstrijd in de Europa League-voorronde tegen FC Porto.